# Галкин, Борис Афанасьевич
Борис Афанасьевич Галкин (3 марта 1911, Кукарка, Вятская губерния — 3 февраля 2003, Москва) — юрист, специалист по уголовному процессу и философским проблемам права; доктор юридических наук (1962), профессор (1963) и заведующий кафедрой (1977—1987) уголовного процесса на юридическом факультете МГУ; кавалер ордена Отечественной войны II степени.

## Биография
Борис Галкин родился 3 марта 1911 года в крестьянской семье, проживавшей в слободке Кукарка, входившей в те годы в состав Вятской губернии. В 1928 году, после окончания трёх курсов педагогического техникума, он переехал в Москву, где стал чернорабочим. Через три года, в 1931, он поступил в Московский институт советского права — по путевке от Бауманского районного комитета комсомола. После получения высшего образования, в 1934 году, был направлен в Таджикскую ССР — стал следователя по важнейшим делам прокуратуры республики в городе Душанбе.
В период с 1935 по 1938 год Галкин продолжил образование учился в аспирантуре Московского юридического института. Затем он работал редактором в издательстве «Юридическая литература» — до своего призыва на в Красную армию в феврале 1940 года. Во время Второй мировой войны, в сентябре 1941 года, Галкин ушёл на фронт, где до августа 1942 состоял военным следователем военной прокуратуры, действовавшей при 54-й армии Волховского фронта. В период с августа 1942 по июль 1943 года он являлся военным следователем военной прокуратуры всего Волховского фронта, после чего стал помощником военного прокурора военной прокуратуры 59-й армии Волховского фронта (до июня 1944). Затем, до сентября 1944 года, он состоял военным прокурором 224-й стрелковой дивизии Ленинградского фронта — в данный период он участвовал в боях по снятию блокады с Ленинграда и был награждён двумя орденами Красной Звезды.
В октябре 1944 года, с формулировкой «как опытный военный юрист, умело действующий в условиях боевой обстановки и в то же время имеющий основательную теоретическую подготовку», Галкин был отозван с фронта; он стал преподавателем кафедры судебного права, относившейся к Военно-юридическую академию. После войны, в 1948 году, он защитил кандидатскую диссертацию, а в 1951 стал начальником данной кафедры. В связи с ликвидацией Военно-юридической академии Вооруженных сил СССР в 1955 году, он был переведен на работу в Высшую школу КГБ, относившуюся к Совету министров СССР — здесь он стал начальником кафедры уголовного права и уголовного процесса,
После демобилизации из Советской армии в звании полковника, в марте 1961 года Галкин получил пост главного редактора «Государственного издательства юридической литературы». В июне следующего года он защитил докторскую диссертацию, а в апреле 1963 года — занял позицию профессора на кафедре уголовного процесса, относившейся к юридическому факультету МГУ имени Ломоносова. В 1977 году стал заведующим данной кафедрой — оставался в должности до августа 1987 года. Одновременно в течение нескольких лет он был заместителем декана по научной работе всего юридического факультета МГУ. Среди его учеников несколько стали докторами наук. Борис Галкин скончался в Москве 3 февраля 2003 года.

## Работы
Галкин являлся автором и соавтором свыше 70 научных работ, среди которых была и монография «Советский уголовно-процессуальный закон» (1964). Он также являлся соавтором и редактором нескольких учебников и учебных пособий, предназначенных для студентов юридических ВУЗов:
- «Советский уголовный процесс» (соавт., 1968)
- «Суд и правосудие в СССР» (соавт., 1981)
- «Право как социальная реальность» // Вопросы философии. 1978. № 8.